# SMS Yorck
Le SMS Yorck est le second et dernier navire de la classe Roon, au sein de la Kaiserliche Marine. Le croiseur cuirassé (officiellement grand croiseur), construit par Blohm + Voss à Hambourg, fait partie des navires actifs de la flotte allemande de 1905 à 1913. Réactivé au début de la Première Guerre mondiale, le croiseur coule le 4 novembre 1914 dans l'estuaire de la Jade après avoir touché deux mines marines.

## Histoire
Le chantier naval Blohm + Voss reçoit la construction d'un nouveau navire en remplacement du cuirassé à coque en fer Deutschland au printemps 1903, à Kiel. En un peu moins d'un an, le 14 mai 1904, le navire est prêt pour le lancement. Le navire est en tout point similaire à son sister-ship, le SMS Roon. Josephine Yorck von Wartenburg baptise le navire du nom d'Yorck, en hommage à Ludwig Yorck von Wartenburg, général prussien qui mit fin à l'occupation napoléonienne. Le Generaloberst Wilhelm von Hahnke lit le discours du baptême. L'achèvement du navire se termine au second semestre 1905. Après que le chantier fait les premiers essais, le Yorck est transféré à Kiel, où la Marine le prend et le met en service le 21 novembre 1905.
Le Yorck est affecté le 27 mars 1906 à l'unité de reconnaissance militaire, associé le 2 avril avec le navire amiral le SMS Friedrich Carl. Il participe à des manœuvres, notamment celles d'automne. Du 11 septembre au 28 octobre 1907, le croiseur est en réparation. Du 7 au 28 février 1908, les navires de reconnaissance font un voyage dans l'Atlantique et des exercices tactiques. Il permet de mettre au point la transmission radio sans fil. Il fait un ravitaillement à Vigo. En juillet et août 1908, un second voyage dans l'Atlantique est effectué, au cours duquel le Yorck s'arrête à Funchal et à La Corogne.
En 1909, l'unité entreprend un nouveau voyage en février ainsi qu'en juillet et août, deux voyages dans l'Atlantique. Le Yorck est placé du 17 au 23 février en face de Vigo et du 18 au 26 juillet dans la baie de Ria de Arosa. Le 11 mars, le croiseur devient le navire amiral, après le départ du SMS Scharnhorst pour l'escadre d'Extrême-Orient. Il occupe cette fonction jusqu'au 27 avril 1910 qui est reprise par le Blücher. Deux jours avant, le second amiral Reinhard Koch (de) est monté au bord du Yorck. Le 16 mai, il est remplacé par Gustav Bachmann (de).
En 1911, le croiseur ne participe aux premiers exercices de l'année, car il est en réparation. Le 31 mars, une explosion de benzène a lieu dans une chaudière à l'arrière, un membre d'équipage meurt et d'autres sont blessés. Il revient en service actif pour un voyage au large de la Norvège avec une escale entre le 3 et 6 novembre à Uddevalla. En février 1912, le navire ne fait pas partie de l'unité. Cependant il revient comme le seul navire d'importance à côté de quatre croiseurs légers lors des exercices de la flotte en mars. Durant un exercice de mines marines, le 2 novembre, un accident tue deux hommes. Sur l'un des pinasses, la mèche a pris feu. Le SMS Goeben récupère les deux corps et les survivants, dont deux sont blessés.

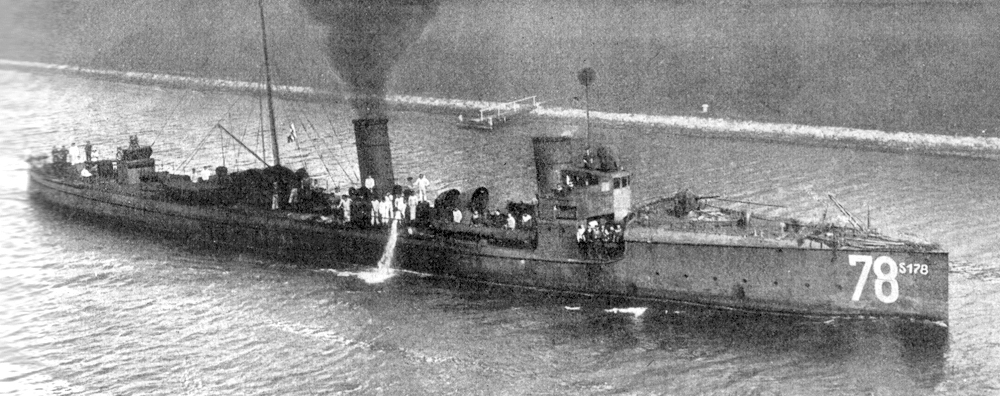
Le torpilleur '

De décembre 1912 à février 1913, Bachmann est à bord du Yorck, navire amiral en intérim du Moltke en réparation. Dans une manœuvre, dans la soirée du 4 mars 1913, un accident se produit lorsqu'un torpilleur traverse les lignes. Le S 178 (de) est percuté par le Yorck et sombre dans un court laps de temps avec 69 hommes. Seuls quinze membres de l'équipage sont sauvés par le Yorck, l'Oldenburg et le S 177. Le 21 mai 1913, le Yorck est désarmé à Kiel, puis remanié au chantier naval et affecté à la réserve.
Au début de la Première Guerre mondiale, le Yorck est remis en service le 12 août 1914, de nouveau pour des missions de reconnaissance. Le 20 septembre, le croiseur prend un avant-poste à Øresund, deux jours plus tard fait une incursion au milieu de la mer Baltique. Le 28 septembre, avec son unité, il stationne en mer du Nord. Le croiseur prend part le 2 novembre à une entreprise offensive avec la Hochseeflotte. Le croiseur de bataille va vers Great Yarmouth, tandis que le Stralsund pose des mines. Le reste de la flotte reste à distance de la marine britannique. 
Après l'opération, le Yorck arrive à Wilhelmshaven. Dans la nuit du 4 novembre, un épais brouillard domine l'estuaire de la Jade, forçant le navire à poser l'ancre. Comme on soupçonne l'eau à bord d'être contaminé par la paratyphoïde, le capitaine de vaisseau Waldemar Pieper veut utiliser une fenêtre dans de meilleures conditions pour avancer à vue. Le pilote refuse en raison de la faible visibilité et la grande menace des mines. Durant le transfert, le Yorck heurte à 4h10 une mine allemande. En essayant de renverser la vapeur, il bute sur une deuxième mine. Le croiseur chavire, la quille coule dans le sens est-ouest. 336 membres d'équipage meurent dans le naufrage. 381 survivants sont récupérés essentiellement par le Hagen. Une des raisons de la disparition rapide du Yorck est une cloison au centre qui a causé une gîte plus forte.
Le lieu du naufrage est signalé. En 1926, une partie de l'épave est récupérée pour dégager le chenal. En 1936 et 1937, l'épave est dynamitée. L'opération est recommencée en 1969. Pour la construction du nouveau pont au début des années 1980, on décide, plutôt que de retirer l'épave à cause du coût, de creuser autour pour l'enfoncer à la profondeur nécessaire ; l'opération se fait du 27 juillet au 4 octobre 1983.

## Commandement
| 21 novembre 1905 au 29 septembre 1908 | Fregattenkapitän / Kapitän zur See Leo Jacobson (de) |
| Octobre 1908 à septembre 1909         | Kapitän zur See Arthur Tapken                        |
| Octobre 1909 à septembre 1910         | Kapitän zur See Herrklotsch                          |
| Septembre 1910 à septembre 1912       | Kapitän zur See Ludwig von Reuter                    |
| Septembre à novembre 1912             | Fregattenkapitän / Kapitän zur See Max Köthner       |
| Novembre 1912 au 21 mai 1913          | Kapitän zur See Moritz von Egidy                     |
| 12 août au 4 novembre 1914            | Kapitän zur See Waldemar Pieper                      |